# 越南交通
越南交通是越南公路交通、铁路交通、空运、水运等的总称。航空业较为薄弱 主管機關為越南交通運輸部。

## 铁路
- 越南南北鐵路
- 胡志明市地鐵（已開通1號線，2號線在興建中。)
- 河內地鐵（已開通2A號線[1][2]、3號線。）

## 航空
2008年前越南只有两家航空公司——越南航空、越南太平洋航空。
越南航空，是越南最大的航空公司，越航的前身是越南民用航空局，1996年正式成立越南航空公司。
越南太平洋航空，成立于1991年，1992年首航起飞，以越南胡志明市的新山一国际机场为枢纽，经营国内和国际定期客运和货运航班服务，并提供包机服务国内和区域目的地。原有三个股东：越南国有资本投资公司(占92.20%)、(SCIC)胡志明市旅游总公司(7.53%)、其总裁 (0.27%)。
由于欠下1300多万美元的债务，越南政府于2004年12月指示越南航空为其注资，不然将面临倒闭的命运。
据《越南经济时报》(2005-06-08) 报道，越南财政部已经选定了由淡马锡控股来协助这家陷入财务问题的航空公司在2010年之前重组。当地电视台前天报道淡马锡将投资5010万美元，相等于该公司估值的30％股权。越南财政部而此前也有多家外国企业有意向购买太平洋航空股权。

太平洋航空的航线包括了在国内来往河内和胡志明市，以及飞往台湾的台北与高雄等地。2007年11月11日越南太平洋航空公司开辟胡志明市至海防市、承天顺化省顺化市和乂安省荣市的三条国内航线。
由于澳大利亚航空的收购，越南太平洋航空在2008年5月23日更名为捷星太平洋航空，成为廉价航空公司捷星航空的一部份。
截止2009年10月捷星太平洋航空拥有六架飞机，包括5架波音737s和一架空客A320。 
2007年，澳大利亚航空宣布将购买其30%股权，起先18%。 截止2009年10月，澳大利亚航空拥有捷星太平洋航空 27%的股份。 到2010年，澳大利亚航空将持有30%股份。
截止2009年10月，捷星太平洋航空现有的越南国内航点包括胡志明市、河内、岘港、顺化、荣市、海防、芽庄。

印度支那航空，是越南第五个成立的民用航空公司，第一家私人航空公司，为越南两个私人航空之一。前身是Air Speedup民用航空局，于2008年正式改名为印度支那航空公司并于2008年11月开始首次商业飞行。
经营越南国内三个航线，至2008年11月，共有2架波音737-800。
飞行地区
河内（内排国际机场）
岘港 （岘港国际机场）
胡志明市（新山一国际机场）